# HOXD1
HOXD1‏ (Homeobox D1) هوَ بروتين يُشَفر بواسطة جين HOXD1 في الإنسان.